# Loi sur l'environnement dans le New Jersey

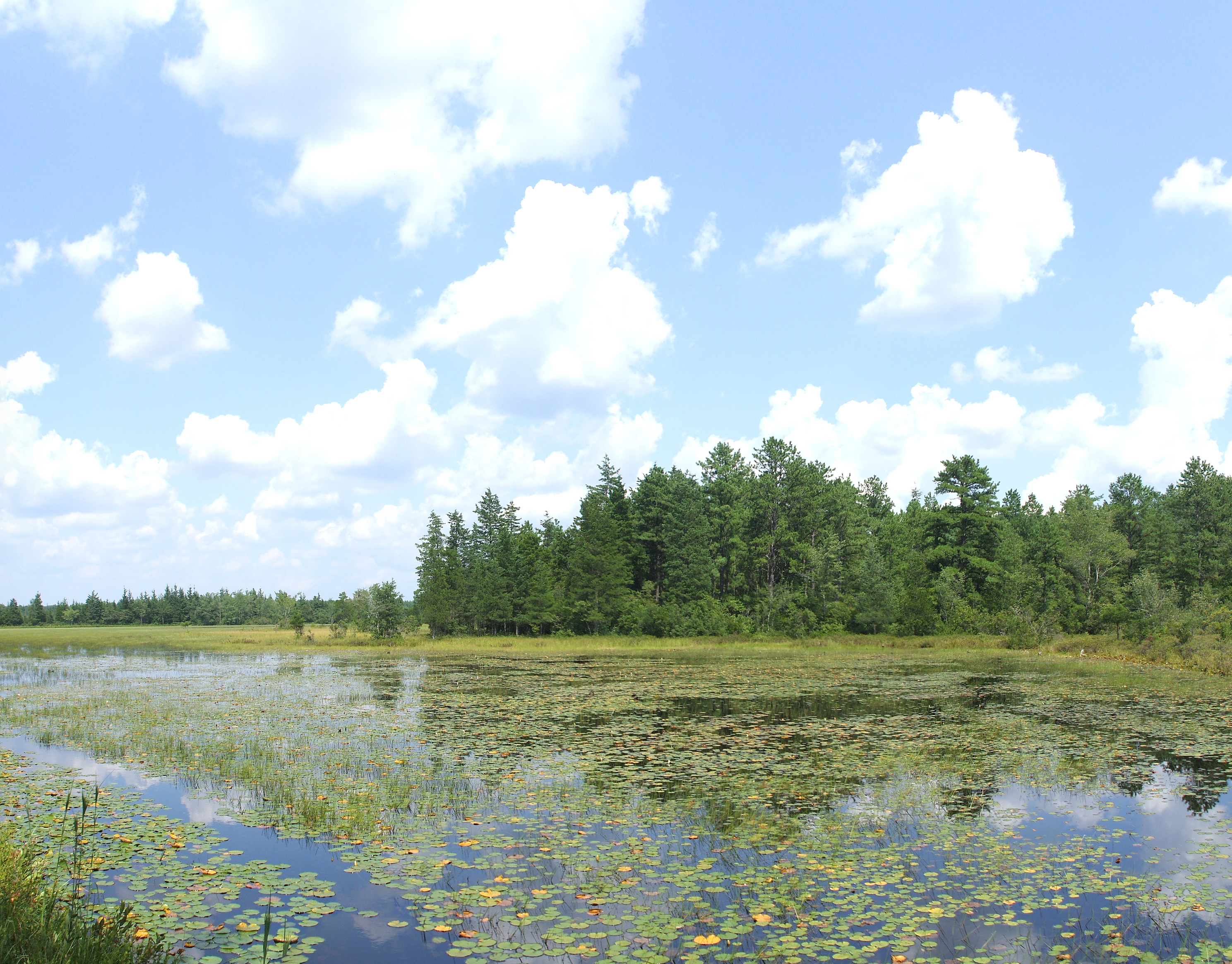
Le développement dans les Pine Barrens dans le sud du New Jersey est réglementé par le "Pinelands Protection Act".

La loi sur l'environnement dans le New Jersey se compose des efforts législatifs et réglementaires ayant pour but de protéger l'environnement naturel dans l'État du New Jersey . Ces efforts comprennent des lois et des règlements visant à réduire la pollution de l'air et de l'eau, à réglementer la pureté de l'eau potable, à assainir les sites contaminés et à préserver les terres du développement, en particulier dans les Pinelands dans le sud du New Jersey et les Highlands au nord de l'État. Les lois environnementales du New Jersey sont appliquées principalement par le New Jersey Department of Environmental Protection (NJDEP).

## Histoire
Avant le milieu du XXe siècle, et comme pour d'autres États des États-Unis, le New Jersey ne disposait d'aucun ensemble de lois environnementales cohérent à l'échelle de l'État. Jusqu'alors, les questions environnementales étaient principalement traitées au niveau local, sous la forme d'ordonnances réglementant l'élimination des déchets/eaux usées et prévoyant la distribution d'eau potable aux habitants de la ville. Par exemple, la charte de 1874 de la ville de Trenton stipule:
«il est illégal pour toute personne ou personne morale de disposer dans un égout, un drain ou un ruisseau de cette ville le contenu de tout W.-C., cabinet de toilette extérieur, ou toute sorte de saleté qui pourrait devenir préjudiciable à la santé publique de la ville." 
Cette loi devait être appliquée par le gouvernement de la ville, et elle était suffisamment générale qu'elle aurait pu être utilisée pour faire appliquer les préjudices de santé publique dus à la pollution industrielle sur l'eau. Cependant, comme le montrent les termes de la loi, elle visait principalement à réglementer les eaux usées. Un exemple qui ressemble plus à la réglementation environnementale contemporaine est une ordonnance de 1927 adoptée par Union City visant à interdire "l'émission de fumée dense et l'utilisation de charbon bitumineux dans certains équipements à combustible" et à imposer "des sanctions en cas de violation", ce qui représente une première tentative pour contrôler la pollution de l'air dans la ville.
Le New Jersey a été l'un des premiers États à adopter une législation sur la pollution de l'air à grande échelle. Le "Air Pollution Control Act (1954)", tel qu'il a été initialement promulgué, a créé une commission de contrôle de la pollution de l'air au sein du ministère de la Santé et a ordonné à la commission de créer des règlements sur la pollution de l'air et a donné au département un pouvoir large mais vague pour faire appliquer le code. La «Loi sur le contrôle de la pollution de l'air» est toujours la principale législation de l'État sur la pollution de l'air, bien qu'elle ait été considérablement modifiée et étendue depuis 1954 (voir ci-dessous). Également dans les années 1950, l'État a commencé à s'intéresser aux problèmes de qualité de l'eau et d'approvisionnement en eau à l'échelle de l'État, en adoptant le «Realty Improvement Sewerage and Facilities Act (1954)»  et la «New Jersey Water Supply Law, 1958».
Les années 1960 ont vu d'importants amendements à l' "Air Pollution Control Act" ainsi que les débuts d'un programme de conservation des terres à l'échelle de l'État avec la promulgation du "New Jersey Green Acres Land Acquisition Act of 1961."  Cette loi a consacré 60 millions de dollars à la préservation des terres et a établi le programme Green Acres dans l'État. Les années 1960 ont également vu la promulgation de la première réglementation à l'échelle de l'État concernant la construction dans les zones sujettes aux inondations: la «Loi sur le contrôle des zones de risque d'inondation». Cette loi deviendra plus tard l'un des principaux textes législatifs de l'État sur l'utilisation des terres. Cependant, dans sa forme initiale, cette loi autorisait simplement l'État à délimiter une zone à risque d'inondation et à informer les municipalités et le public.
Enfin, en 1970, le NJDEP a été créé afin de consolider l'application des lois nationales sur l'environnement, qui avaient été déléguées à plusieurs agences publiques. Ceci, combiné à l'élan accru du mouvement environnemental dans les années 1970 à travers les États-Unis, a conduit à la promulgation de politiques et de programmes environnementaux majeurs à l'échelle de l'État tels qu'ils existent aujourd'hui.

## Principales lois par sujet

### Contrôle de la pollution atmosphérique
Le NJDEP applique la loi fédérale sur la qualité de l'air de 1963 par le biais de son plan de mise en œuvre de l'État (SIP), une combinaison de lois, de règlements, de règles s'appliquant à des installations uniques dans l'État et de dispositions quasi-réglementaires telles que les plans élaborés par le NJDEP pour répondre à un problème spécifique. Le SIP pour le New Jersey se trouve dans le Code of Federal Regulations (CFR) au 40 CFR §52.1570. Certaines des principales lois du plan comprennent les lois régissant la combustion à l'air libre et la composition du carburant pour véhicules à moteur, les lois exigeant des tests d'émissions des véhicules à moteur et les lois exigeant que les installations qui produisent une quantité importante de polluants demandent un permis au NJDEP et suivent les exigences établies pour le permis. Le Clean Air Act établit des normes nationales de qualité de l'air ambiant pour les particules, le dioxyde de soufre, l'ozone, le dioxyde d'azote, le monoxyde de carbone et le plomb, et oblige chaque État à adopter des réglementations afin de se conformer aux normes. Au cours des années 2010, le New Jersey a pu respecter les normes pour chacun des polluants, à l'exception de l'ozone.
La principale législation de contrôle de la pollution atmosphérique du New Jersey est le «Air Pollution Control Act (1954)»,. Cette loi est antérieure à la loi fédérale sur le contrôle de la pollution atmosphérique, mais a été considérablement modifiée en 1967 en réponse à la loi fédérale sur la qualité de l'air et à ses modifications en 1965 et 1967. Les dispositions de l' «Air Pollution Control Act» sont incorporées dans le SIP pour faire appliquer la Clean Air Act fédérale. «La loi sur le contrôle de la pollution de l'air» reste cependant importante en soi, car elle confère au NJDEP le pouvoir d'inspecter les installations et de punir les personnes qui ne respectent pas les lois sur la lutte contre la pollution de l'air.

### Contrôle de la pollution de l'eau
Le NJDEP s'est vu déléguer le pouvoir de faire appliquer la loi fédérale sur l' assainissement de l'eau . La principale législation de l'État concernant la pollution de l'eau est le «Water Pollution Control Act»,. Le Water Pollution Control Act interdit le rejet de tout polluant dans les eaux de l'État sans un permis valide. Le NJDEP applique le «Water Pollution Control Act» par le biais du New Jersey Pollutant Discharge Elimination System, un système de permis pour les installations qui rejettent des déchets liquides dans les eaux naturelles de l'État. Selon le site Web du NJDEP, "[l] es types d'installations réglementées peuvent aller de très petits utilisateurs tels que les terrains de camping, les écoles et les centres commerciaux aux plus grands déchargeurs d'eaux usées industrielles et municipales." 

### Eau potable salubre
La principale législation sur l'eau potable du New Jersey est le «Safe Drinking Water Act»,. Il autorise le NJDEP à adopter un niveau maximal de contaminants pour divers contaminants présents dans l'eau potable (par exemple le plomb et le cuivre). Ces normes suivent en grande partie les normes établies par la loi fédérale sur la salubrité de l'eau potable . Cependant, les normes nationales du NJDEP sont plus strictes pour certains contaminants. De plus, le NJDEP a adopté un niveau maximal de contaminants pour certaines substances (par exemple l' acide perfluorooctanoïque et l' acide perfluorooctanesulfonique ) que le gouvernement fédéral n'a pas adopté. De plus, le NJDEP a adopté des normes d'eau potable «secondaires» pour les substances qui affectent le goût, l'odeur et l'apparence de l'eau potable. Ces normes ne sont pas exécutoires mais servent uniquement de recommandations aux fournisseurs d'eau potable.

### Assainissement des sites contaminés
La principale loi concernant le contrôle et le nettoyage des substances dangereuses est la «Loi sur l'indemnisation et le contrôle des déversements»,. Le "Spill Compensation and Control Act" a été désignée comme le pendant étatique de la loi fédérale Superfund, bien qu'elle soit antérieure à la loi Superfund. Le "Spill Compensation and Control Act" autorise le NJDEP à nettoyer les sites et les zones naturelles environnantes qui ont été contaminés par des substances dangereuses, et, plus important encore, autorise le NJDEP à recevoir une compensation pour les frais d'assainissement de "toute personne qui a rejeté une substance dangereuse, ou est de quelque manière responsable "du rejet. Il tient également les personnes impliquées «strictement responsables, solidairement, sans égard à la faute, de tous les frais de nettoyage et de déménagement»  ce qui est une forme de responsabilité très forte. Par exemple, dans State Department of Environmental Protection v. Ventron Corp, la Cour suprême du New Jersey a jugé que la société mère de la société polluante, ainsi que les particuliers qui avaient acheté une partie de la propriété contaminée, étaient responsables des frais de nettoyage.
Lorsque la «Loi sur la compensation et le contrôle des déversements» vise à s'appliquer aux cas dans lesquels des substances dangereuses ont été rejetées accidentellement ou délibérément dans l'environnement avoisinant, en particulier les eaux souterraines, la «Loi sur la récupération des sites industriels» (ISRA) s'applique aux installations industrielles qui ont été contaminées par l'exploitation normale de l'installation,. L'ISRA a été promulguée en 1993, remplaçant l'impopulaire et controversée "Environmental Cleanup Responsibility Act" (ECRA). Cependant, l'ISRA a fondamentalement le même objectif que l'ECRA, qui est de tenir le propriétaire d'une installation industrielle responsable du nettoyage du site. L'ISRA exige donc que les installations industrielles qui utilisent des substances dangereuses ou produisent des sous-produits dangereux pour nettoyer leurs sites à la satisfaction du NJDEP, et comme condition de vente de la propriété ou d'arrêt de la production sur l'installation. Parce que l'ISRA a simplifié et rationalisé les réglementations existantes dans le cadre de l'ECRA, la déclaration de signature du projet de loi comprenait la remarque du gouverneur Jim Florio selon laquelle «cette nouvelle loi peut être appelée la loi sur la récupération des sites industriels, mais j'aime la considérer comme la loi sur la création de nouveaux emplois».

### Préservation du développement
Le programme Green Acres, créé pour la première fois en 1961, permet à l'État, aux municipalités et aux terrains à but non lucratif d'acheter des terrains à préserver de manière permanente en tant qu'espaces protégés. La constitution de l'État a été amendée en 1996 et à nouveau en 2014 pour consacrer un certain pourcentage des recettes fiscales de l'État aux entreprises du programme Green Acres. En 2019, le NJDEP a signalé que le programme avait préservé 650000 acres d'espaces protégés. En outre, le New Jersey a promulgué deux lois majeures pour contrôler le développement dans deux grandes régions de l'État. Pour le sud du New Jersey, le "Pinelands Protection Act" réglemente le développement dans la réserve nationale des Pinelands et, pour le nord du New Jersey, le "Highlands Water Protection and Planning Act" réglemente le développement dans la région des Highlands, une bande de terre dans la moitié nord de l'État qui contient les Appalaches et qui est une source importante d'eau potable pour l'État.
La réserve nationale des Pinelands a été créée par le Congrès en 1978 par la promulgation du «National Parks and Recreation Act of 1978» fédérale. Dans cette loi, le Congrès a épousé les "avantages écologiques, naturels, culturels, récréatifs, éducatifs, agricoles et de santé publique" de la région des Pinelands et a déclaré qu'il était dans l'intérêt national de protéger et de préserver "ces avantages pour les résidents et visiteurs de la région. "  La législature de l'État a ensuite promulgué le "Pinelands Protection Act" afin de mettre en œuvre les objectifs de la loi fédérale,. Le "Pinelands Protection Act" crée une commission d'État connue sous le nom de Pinelands Commission, chargée d'élaborer un plan de développement dans la région des Pinelands et d'approuver les plans de développement de chaque municipalité de la région. L'objectif général de la Commission Pinelands est de canaliser les nouveaux aménagements dans certaines zones moins sensibles à l'environnement et d'éviter les aménagements à faible densité sur une grande superficie.
La "Loi sur la protection et la planification des eaux des hautes terres" a été promulguée en 2004,. Contrairement à la loi Pinelands, il s'agit d'une loi purement étatique et ne met pas en œuvre une loi fédérale. Le «Highlands Act» crée le Highlands Water Protection and Planning Council, qui est chargé d'élaborer un plan de développement dans la région. La loi divise également la région des Highlands en une «zone de préservation», qui doit se conformer au plan de développement du conseil, et une «zone de planification», dans laquelle la conformité au plan de développement du conseil est volontaire. Dans la zone de préservation, la plupart des développements majeurs nécessitent un permis spécial du NJDEP avant de pouvoir continuer. Ces permis sont généralement plus stricts qu'ils ne le seraient pour un développement en dehors de la région des Highlands.